# NGC 6745
NGC 6745 este o galaxie situată în constelația Lira. A fost descoperită în 24 iulie 1879 de către Édouard Stephan⁠(d).